# Wasserstraße 39 (Stralsund)

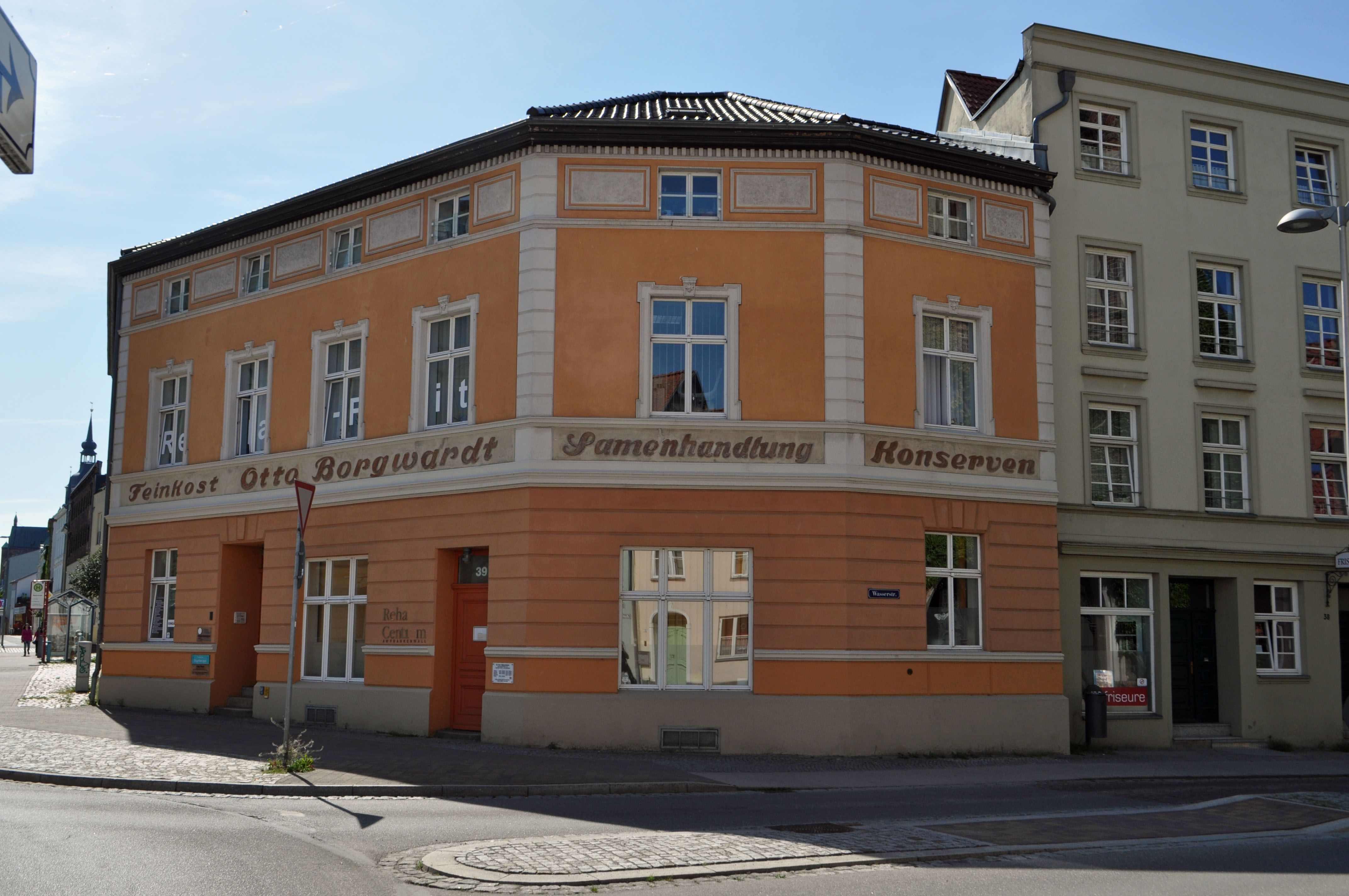
Das Haus Wasserstraße 39 in Stralsund (2013)

Das Gebäude mit der postalischen Adresse Wasserstraße 39 ist ein denkmalgeschütztes Bauwerk in der Wasserstraße in Stralsund, an der Ecke zum Frankenwall.
Der zweigeschossige und zehnachsige Putzbau wurde um 1870/1880 errichtet.
Die Fassade ist mehrfach abgewinkelt und der Straßenführung angepasst. Im Erdgeschoss ist Putzbänderung zu sehen, darüber ein breites Gesimsband mit historischem Werbeschriftzug.
Das Haus liegt im Kerngebiet des von der UNESCO als Weltkulturerbe anerkannten Stadtgebietes des Kulturgutes „Historische Altstädte Stralsund und Wismar“. In die Liste der Baudenkmale in Stralsund ist es mit der Nummer 818 eingetragen.